# Cerkiew Świętego Krzyża w Węgorzewie
Cerkiew Świętego Krzyża w Węgorzewie – cerkiew greckokatolicka w Węgorzewie, w województwie warmińsko-mazurskim. Jest to dawny kościół ewangelicki, stanowiący część zabudowań byłego zakładu opiekuńczego „Bethesda”.

## Historia
Zakłady dobroczynne „Bethesda” w Węgorzewie zostały założone 1 października 1880 dzięki hrabinie Annie von Lehndorf. Ich kierownikiem został w 1881 ks. Herman Braun, pełniący stanowisko duszpasterza parafii ewangelickiej w Giżycku. W 1911 na terenie zakładu otwarto budynek plebanii. Powstał tu również niewielki kościół przeznaczony dla mieszkańców placówki, a w 1912 powołana została samodzielna parafia ewangelicka, której proboszczem mianowano ks. Ericha Brauna. Miejscowy kościół pozyskał w 1913 organy, a w 1921 dokonano zakupu dwóch dzwonów.
Wobec wzrostu liczby członków parafii, powstała potrzeba budowy nowego kościoła. Kamień węgielny położony został 2 października 1930, a prace zostały ukończone trzy lata później. Uroczystość poświęcenia budowli miała miejsce 2 października 1933 i otrzymała ona imię św. Krzyża. W wieży nowego obiektu umieszczono dzwony pochodzące z poprzedniego kościoła. 
Drzwi kościoła zostały przyozdobione okuciami wykonanymi w kuźni zakładów opiekuńczych. W warsztatach należących do placówki powstała również tablica umieszczona w przedsionku z inskrypcją: Das Gebet der Elenden dringt durch die Wolken. Sir 35,21. Mieszkańcy „Bethesdy” byli także autorami płaskorzeźb przedstawiających zboże i winogrona, które umieszono na ołtarzu oraz ambonie, powstały one według projektu Richarda Suchodolskiego. 
W prezbiterium ustawiona została rzeźba Chrystusa ukrzyżowanego o wysokości 4 metrów, która wytworzona została w Unterammergau przez Dominika Schwaba. Modernistyczne witraże zdobiące okna powstały w latach 1930–1933 w zakładzie Otto Petersa w Paderborn. Przestawiają one sylwetki ewangelistów oraz apostołów. We wnętrzu umieszczony został również chór, oparty na czterech kolumnach, ponad którą znajdowała się kolejna galeria, o mniejszych rozmiarach.
W 1945 kościół został odebrany parafii ewangelickiej przez władze i na mocy decyzji wojewody olsztyńskiego z dnia 30 września 1947 został przeznaczony do użytku rzymskokatolickiej parafii garnizonowej.
Od 1946 duszpasterzem miejscowych ewangelików został ks. Emil Dawid z parafii w Giżycku, który od 1947 rozpoczął czynienie starań u władz o zwrot jednego z kościołów na terenie miasta temu wyznaniu, ponieważ zostali oni pozbawieni tu wszystkich dotychczas użytkowanych przez siebie świątyń. W sprawie tej interweniował również senior diecezji mazurskiej, ks. Edmund Friszke. Dopiero w 1948 Urząd Wojewódzki w Olsztynie postanowił o przeznaczeniu dla nich jedynie kaplicy zakładów opiekuńczych, zlokalizowanej przy ul. Żeromskiego 12, jednak wobec sprzeciwu ks. seniora wobec takiej decyzji, parafia ewangelicka pozostała pozbawiona własnego miejsca prowadzenia nabożeństw.
24 listopada 1952 kościół św. Krzyża został finalnie oddany w użytkowanie parafii ewangelickiej na czas nieokreślony, a uroczystości związane z odzyskaniem obiektu miały miejsce 14 grudnia 1952 i uczestniczył w nich ks. bp. Zygmunt Michelis oraz radca Konsystorza, ks. Robert Fiszkal. 
Wobec zmniejszającej się liczby wiernych, na Zgromadzeniu Parafialnym w 1980 postanowiono o dzierżawie albo sprzedaży kościoła, z zachowaniem prawa do użytku pomieszczeń zlokalizowanych w suterenie z osobnym wejściem, gdzie znajdowała się kaplica oraz jeden pokój. Transakcją zainteresowana była rzymskokatolicka parafia św. Piotra i Pawła. 1 grudnia 1983 dokonano udostępnienia kościoła do użytkowania wiernym obrządku greckokatolickiego, w których imieniu umowę podpisała parafia rzymskokatolicka. Parafia greckokatolicka powstała w 1965 i prowadziła wcześniej swoje nabożeństwa w rzymskokatolickim kościele św. Piotra i Pawła.
Od początku lat 90. XX wieku rozpoczęte zostały prace mające na celu przystosowanie wnętrza kościoła do potrzeb liturgii greckokatolickiej. W latach 1994–1995 według projektu Jacka Mermona z Przemyśla powstał ikonostas, którego drewnianą konstrukcję zbudował należący do parafii Jan Oryńczak, natomiast ikony napisali państwo Gowik z Warszawy.
W 1998 parafia ewangelicka liczyła jedynie 35 wiernych. Kościół został wówczas sprzedany na rzecz parafii greckokatolickiej, a ewangelicy w dalszym ciągu mają prawo korzystać z dolnej kaplicy.
13 listopada 2005 podczas uroczystych obchodów czterdziestolecia węgorzewskiej parafii greckokatolickiej odsłonięty został krzyż umieszczony w przedsionku cerkwi, który upamiętnia pierwszego ewangelickiego duszpasterza kościoła, ks. Ericha Brauna, będącego inicjatorem jego budowy. Krzyż był częścią zlikwidowanego nagrobka należącego do księdza i jego żony. W odsłonięciu udział wzięli duchowni wyznania ewangelicko-augsburskiego, rzymskokatolickiego i grekokatolickiego.
Dzięki nawiązaniu współpracy w 2006 z prof. Romanem Wasyłykiem, pełniącym stanowisko rektora Lwowskiej Narodowej Akademii Sztuki, w 2007 cerkiew pozyskała ikony Zmartwychwstania Pańskiego i Podwyższenia Krzyża Świętego, które zostały wykonane przez studentów uczelni – Wasyla Sywaka i Tarasa Łesiwa. 19 kwietnia 2009 zostały tu poświęcone kolejne ikony przestawiające Święta Rodzinę, św. Grzegorza Teologa, św. Jana Chryzostoma, św. Proroka Eliasza, św. Mikołaja Cudotwórcę, św. Włodzimierza i Olgę, św. Borysa i Gleba oraz św. Bazylego Wielkiego, powstałe w latach 2008–2009.
W 2009 zakupiono żyrandole i kinkiety, a rok później w bocznych pomieszczeniach urządzona została kaplica pogrzebowa, poświęcona 14 sierpnia 2010, która wyposażona została w elementy drewniane pochodzące z ołtarza pierwszego kościoła „Bethesdy” oraz rozebranej ambony kościoła św. Krzyża.
W latach 2011–2014 dokonano renowacji witraży, jak również wstawiono nowe w oknach znajdujących się na chórze.

## Architektura i wnętrze
Kościół wybudowany został z czerwonej cegły w stylu neogotyckim. Posiada dwa poziomy i powstał jako budowla salowa z prezbiterium zaprojektowanym na planie prostokąta. Nad wejściem umieszono potężną dzwonnicę, postawioną na planie prostokąta. Jej front przyozdobiony został wąskimi, podłużnymi wnękami, a w środkowej wnęce znajduje się biały, podświetlany krzyż.
Wnętrze świątyni zostało przykryte drewnianym stropem. Nie zdecydowano się na budowę empor, charakterystycznych dla kościołów ewangelickich, a zamiast nich powstał dwupoziomowy chór. Po przebudowie w duchu architektury sakralnej charakterystycznej dla obrządku wschodniego, prezbiterium oddzielone zostało od głównej nawy przez nowoczesny, drewniany ikonostas.
Z dawnego wyposażenia ewangelickiego zachowane zostały ławki, witraże oraz znacznych rozmiarów drewniany krucyfiks, zlokalizowany w prezbiterium.